# Marc Hester
Marc Hester Hansen (28 de juny de 1985) és un ciclista danès professional des del 2005 i actualment a l'equip Team Wiggins. Combina la carretera amb el ciclisme en pista.

## Palmarès en pista
- 2012
  -  Campió de Dinamarca en Scratch
  - 1r als Sis dies de Copenhaguen (amb Iljo Keisse)